# Могилевець Павло Сергійович
Павло Сергійович Могилевець (рос. Павел Сергеевич Могилевец, нар. 25 січня 1993, Кінгісепп) — російський футболіст, півзахисник узбекистанського клубу «Буньодкор».

## Клубна кар'єра
У дорослому футболі дебютував 2013 року виступами за санкт-петербурзький «Зеніт», у складі головної команди якого провів того року лише дві гри.
27 лютого 2014 року на умовах оренди до кінця сезону перейшов до казанського «Рубіна».

## Виступи за збірну
Виступав за юнацьку та молодіжну збірну Росії.
26 травня 2014 року дебютував в офіційних матчах у складі національної збірної Росії товариською грою проти збірної Словаччини. А вже за тиждень був доданий до заявки збірної для участі у фінальній частині чемпіонату світу 2014 у Бразилії як заміна травмованому Роману Широкову.

## Титули і досягнення
- Чемпіон Росії (1):

«Зеніт»:  2014–15
- Володар Суперкубка Росії (1):

«Зеніт»: 2016